# Knud Danaást
 Denne artikel bør gennemlæses af en person med fagkendskab for at sikre den faglige korrekthed.

Knud Danaást (ofte blot Knud Danaast eller lejlighedsvis Knud Dane-Ast og mere sjældent Knud Danast, Knud Daneaast og (især norsk og svensk) Knut Danaåst) eller Knud Gormsen var ældste søn af Gorm den Gamle og Thyra Danebod og hans yngre brødre var Harald og Toke. Tilnavnet danaást betød "elsket af danerne" (norrønt åst betød "kærlighed"). Foruden den hengivenhed, der ligger i tilnavnet, så fortælles der om hans fremtoning og karakter, at han var lyshåret, venlig af sind og forstandig i sin tale.
Han var medkonge i Danmark fra 947 og indtil sin død i 962 sammen med sin far Gorm.
Kilderne nævner én kendt søn af Knud, Guldharald.

## Navn, dåb og opvækst
Knud Gormsen har troligvis sit navn efter farfaderen, som også hed Knud (norrønt: Knutr), men som ofte kaldtes for Harde-Knud.
Han blev angiveligt døbt i 930'erne. Ifølge Suhm fandt det sted i 934 med den tyske konges mellemkomst, mens Knud var på togt i Frisland,
Petrus Olai nævner i sit Collectanea ikke specifikt Knud i denne sammenhæng, men om lillebroderen Harald fremfører han:
"Hic Haraldus Adaldago Archiepiscopo Hamburgensi et Ottoni augusto amicus et familiaris fuit" (dansk: Denne Harald var ven af og nær fortrolig med ærkebiskop Adaldag af Hamborg og kejser Otto).

## Vurdering af historicitet
I en artikel fra 1929 om Dronning Thyra, hendes tilnavn og hvorvidt hun byggede Danevirke, der formulerer historikeren Kristian Erslev følgende konklusion vedrørende Knud Danaást: "af de positive Enkeltheder, som fortælles, er der kun een, der rimeligvis er rigtig, den, at Gorm foruden sin Efterfølger endnu havde en Søn Knud, der døde før Faderen".

## Medkonge af Danmark
Knud blev gjort til medkonge af Danmark i 947 sammen med sin far Gorm, og fungerede som sådan frem til sin død antageligt i 962.
Der er blevet fremført formodning fra fleres side, at skelettet i kammergraven i Jelling Kirke faktisk er de jordiske rester af Knud Danaást. Andre har blot mere generelt fremført en antagelse om, at Knud må være begravet et sted i Jelling uden at præcisere, hvor dette måtte kunne være.

## Sagafortælling om fjendskab mellem brødre?
Sagafortællingerne er ganske forskellige, når det gælder, hvordan de involverede personer portrætteres og deres indbyrdes forhold skildres. I de yngre bevarede udgaver af Jomsvikingernes saga udmales et forbitret forhold mellem brødrene Knud og Harald. Navnlig Harald mener, at der bliver givet Knud for meget og ham selv for lidt, og det hele ender med, at Harald udvirker sin egen brors død. Ingen andre kendte skildringer af forholdet mellem brødrene Knud og Harald gengiver dog broderrelationen på en sådan konfliktfyldt måde, som vi finder det gengivet i disse udgaver af Jomsvikingernes saga, og den norske historiker Gustav Storm mente endda at kunne konkludere, at Jomsvikinga saga i sin ældste skikkelse ikke havde indeholdt nogen skildring af et fjendskab mellem brødrene Knud Danaást og Harald Blåtand, ligesom den ældste bevarede version af sagaen heller ikke indeholder en sådan historie.
Forestillingen om, at Harald lod sin bror Knud myrde, går dog igen i Grundtvigs digteriske værk fra 1809 Optrin af Kæmpelivets Undergang i Nord.

## Sagnet om Knuds død
Knud blev ifølge oplysningerne i forskellige sagaer dræbt under et vikingetogt til Irland. Sammen med sin bror Harald skal han have belejret Dublin. En aften han morede sig i våbenleg med sine mænd blev han dødeligt ramt af en pil fra en irsk bueskytte. Som sit sidste ønske bad han angiveligt sine mænd om at fortsætte legene som om ingenting var sket, så irerne ikke skulle forstå, at deres anfører var død, og dermed få indtryk af, at belejrerne var svækket. Dødsbudskabet nåede Thyra i Jelling, men hun turde først intet sige, for Gorm skal ifølge sagnet have svoret, at han ville slå den ihjel, som overbragte ham budskabet om Knuds død. I stedet for at sige noget hængte Thyra først sorte klæder for vinduerne og klædte sig i en gammel sæk. Da Gorm spurgte hende, om hun meldte ham Knuds død, svarede hun "Det melder du og ikke jeg." Tabet af sønnen fratog Gorm den sidste livsgnist, så Thyra, ifølge Saxo, "fulgte dem begge til graven med de samme tårer". I Saxos version sad Thyra tilbage som enke; men det passer ikke med de historiske fund. Thyra må være død før Gorm, for som enkemand rejste han den lille Jellingsten til minde om hende.
Olaf Aastrup gjorde sig i 1959 til talsmand for, at overbringelsen af dødsbudskabet til Gorm sagtens kunne være foretaget af en anden kvinde end Thyra Danebod.

## Runesten for Knud Danaást?
Knud skiller sig ud fra sine nærmeste slægtninge og familie ved, at der ikke er kendt eller fundet en runesten eller runeindskrift, hvor Knuds navn indgår. Såvel hans far og mor, hans to yngre brødre, hans kone og svigerfar, hans ene søn, en nevø og muligvis tillige en farbror, tante og fætter er nævnt på forskellige runestene - op til 19 sten i alt kan det muligvis blive til, men for Knud savnes en sten. Jellingområdet har dog tidligere været prydet med et antal yderligere runesten ud over de to kendte runesten, der nu er placeret i glasbur foran Jelling Kirke. Mindet om yderligere en stor runesten i området levede videre gennem århundreder og Søren Abildgaard noterede i forbindelse med sit besøg i Jelling d. 11. juli 1771, at den lokale erindring fortalte om en nu under jorden begravet sten, der skulle befinde sig et sted øst for Dronningens Høj: "en meget stor flad Kampesten under Jorden, paa hvilken skal være megen Skrift". Abildgaard er dog ikke den første til at omtale en sådan sten. Nogle år tidligere, i 1766, meddeler præsten i Jelling, Povl Wedel, en tradition om, at "ved Jelling selv skulde i forrige Tider have været endnu en tredie Sten med runisk Indskrift, ja, man viser endog Toften, hvor den forhen skal have været at se, indtil Grundens Ejer skal enten have flyttet eller sjunket den saa dybt i Jorden, at den ej mere har været at finde, for derved at forhindre den Skade paa Græs og Korn, som Fremmede og Nysgjerrige, der kom at se Stenen, skal have forvoldt ham".
Denne sten er tidvis blevet associeret med Knud Danaást, og den er endog ved visse lejligheder blevet benævnt Knud-stenen.
I 1964 blev der faktisk fundet en tredje runesten i Jelling, men hverken formen, størrelsen, indskriftens længde eller fundstedet for stenen passede med, hvad Abildgaard havde meddelt i 1771, og stenen fik i omtalen i Skalk året efter prædikatet "lille husmandssten".
I tilknytning til spørgsmålet om yderligere runesten må det tillige noteres, at der findes en enkelt efterretning fra 1591 om en stor sten placeret på toppen af Sydhøjen i Jelling, "en Sten af anseelig Størrelse, lidt mindre end den, der er opstillet ved Kirken mellem de to Høje". Omtalerne af denne sten fra 1591 og 1643 lader dog ikke formode noget om, hvorvidt denne sten var "flad", eller hvorvidt der var skrifttegn på den, og ved Ole Worms beskrivelse af Jelling i 1643 befandt denne sten sig ikke længere nogle steder synligt - en del grave- og anlægsarbejde havde dog fundet sted i Jelling i årene forud for Worms besøg på stedet i 1643.
Spørgsmålet om en eventuel runesten for Knud Danaást er altså indtil videre uopklaret.

## Knuds søn Guldharald
Knuds ældste søn, om hvilken vi ikke kender moderens navn, hed Harald, men blev kaldt Guldharald.
Denne søn kom senere i et modsætningsforhold til sin farbror Harald Blåtand, og det endte med at koste sønnen livet.

## Yderligere sagn
Et sagn vil vide, at Knuds far, Gorm, på Stejlebjerg ved Vejle Fjord lod holde udkig (eller selv holdt udkig) efter sine sønners hjemkomst fra togt.
En sløjfet(?) høj, Knuds Høj, nær Spøttrup på marken hørende til landsbyen Knud (i Rødding Sogn) ned mod fjorden har givet ophav til det lokale sagn, at Knud Danaást skulle være begravet i højen. Højen er dog givetvis fra bronzealderen, da to bronzesværd er fundet ved udgravning af højen. Egentlig er der flere versioner vedrørende disse sagn fra landsbyen Knud, og de gengives således af A. P. Nielsen:
"Knud er en sideform af navneordet knude i betydningen en lille bakke, en lille forhøjning. Der går det sagn, at byen har fået navn efter Knud Daneast, Gorm den Gamles søn, idet han skal ligge begravet på Knud hede."
og
"På Knud bys mark ud mod fjorden ligger der en høj, som kaldes Knuds høj, og den skal have givet byen navn. Nogle fortæller, at den mand, som ligger begravet i højen, skal være Knud Daneast, Gorm den Gamles søn, og derfor mente man engang, at der måtte findes guld og andre kostbarheder i den; men ved en udgravning, som blev foretaget, fandt man kun to bronzesværd. Der er dog også nogle, der fortæller, at højen huser de jordiske rester af en kong Knud, der faldt i et søslag på fjorden, og han blev så båret i land og højsat på kysten."

## Kulturelle gengivelser og opkaldelser
Litteratur:
- Nik. Fred. Sev. Grundtvig (1809): Optrin af Kæmpelivets Undergang i Nord, København, 1809[52]
- R. K. Lassen (1870): Kong Gorms Sønner eller Kors og Sværd, Vejle, 1870-1875
- Jørgen Liljensøe (1987): Thyra Danebod, Branner og Korch, 1987 ISBN 87-411-5451-7
- Tonny Gulløv (2015): 1000-årsriget (1000-årsriget, 1); Udgiver: McGugl, 2015 ISBN 9788792035059
- Tonny Gulløv (2017): En konges æt (1000-årsriget, 2); Udgiver: McGugl, 2017 ISBN 9788792035073
- Peter Schmidt Hansen (2020): Gorm og Thyra - en romance, Birkerød, 2020 ISBN 978-87-999845-4-1
- sporadisk omtalt i Alex Wallins: Sværdets skygge. Magt, ære og kongedømme, 2020 ISBN 978-8740434156
- han nævnes en enkelt gang i Oehlenschlägers tragedie "Erik og Abel".[3]

Opkaldt efter Knud Danaást:
- En ungdomsloge i Herning i begyndelsen af 1890'erne gik under navnet "Knud Danaast".[53][54][55]

Billedgengivelse:
Knud Danaást ses ikke afbilledet særligt ofte i kunsten eller som illustration i litteraturen, men han optræder dog som én af personerne på Lorenz Frølichs kunstblad Thyre Dannebod grundlægger Dannevirke, bestilt af Kunstforeningen i Flensborg i 1855, og som er blevet reproduceret adskillige gange gennem årene.
Af illustrationer til litteraturen kan nævnes Erik Hjorth Nielsens tegning af Knud Danaast med følge i Irland, som man finder i Jørgen Liljensøes bog til yngre læsere, "Thyra Danebod", fra 1987.